# Boaventura (Cabo Verde)
Boaventura es una localidad caboverdiana del municipio de Santa Cruz.

## Geografía
La localidad está situada en la isla de Santiago.

## Organización territorial
La localidad abarca los lugares y barrios de:
- Boa Esperança
- Casona
- Chã de Casa
- Covão de Milagre
- Cruz de Aguada
- Fundo Cau Badjuda
- Horta Nova
- Orissinho
- Toril